# Agnes Fink
Pour les articles homonymes, voir Fink.
Agnes Fink (Francfort-sur-le-Main, 14 décembre 1919 - Munich, 28 octobre 1994) est une actrice allemande. 

## Distinctions
- Croix de commandeur de l'ordre du Mérite

## Filmographie

### Cinéma
- 1954 : Prison d'amour
- 1960 : La Grande Vie
- 1962 : Das Mädchen und der Staatsanwalt
- 1976 : Sternsteinhof
- 1983 : L'Amie
- 1987 : Der gläserne Himmel
- 1989 : La Toile d'araignée

### Télévision
- 1971 : Das falsche Gewicht